# Michał Kucharczyk
Michał Kucharczyk (Varsavia, 20 marzo 1991) è un calciatore polacco, attaccante del Legia Varsavia II.

## Carriera

### Club

#### Świt Nowy Dwór Mazowiecki
Michał Kucharczyk inizia la sua carriera calcistica nel Świt Nowy Dwór Mazowiecki, squadra militante nella III liga. Dopo due stagioni viene acquistato dal Legia Varsavia, che lo presta per una stagione di nuovo allo Świt.

#### Legia Varsavia
All'inizio della stagione 2010-2011 torna al Legia. Segna il suo primo gol nella Ekstraklasa in un match contro il Lech Poznań, il 24 settembre 2010. Il 30 giugno 2019, dopo 9 stagioni, lascia il clun di Varsavia, con il quale ha collezionato 346 presenze e 71 reti in tutte le competizioni, vincendo 4 campionati polacchi e 6 coppe di Polonia.

#### Ural
Svincolato, il 22 luglio 2019 si trasferisce all'Ural, squadra della massima serie russa, con cui firma un contratto annuale, valido fino al 30 giugno 2020. Lascia il club al termine della stagione, dopo aver raccolto 19 presenze tra campionato e coppa nazionale, senza segnare nessuna rete.

#### Pogoń Stettino
Terminata la stagione in Russia, il 6 agosto 2020 fa ritorno in patria, firmando un contratto di 3 anni con il Pogoń Stettino.

### Nazionale
Kucharczyk ha fatto il suo debutto con la nazionale maggiore polacca il 6 febbraio 2011 in un'amichevole contro la Moldavia.

## Statistiche

### Presenze e reti nei club
Statistiche aggiornate al 30 marzo 2021.
| Stagione                         | Club                             | Campionato                       | Campionato | Campionato | Coppe nazionali | Coppe nazionali | Coppe nazionali | Coppe continentali | Coppe continentali | Coppe continentali | Supercoppe | Supercoppe | Supercoppe | Totale | Totale |
| Stagione                         | Club                             | Comp                             | Pres       | Reti       | Comp            | Pres            | Reti            | Comp               | Pres               | Reti               | Comp       | Pres       | Reti       | Pres   | Reti   |
| -------------------------------- | -------------------------------- | -------------------------------- | ---------- | ---------- | --------------- | --------------- | --------------- | ------------------ | ------------------ | ------------------ | ---------- | ---------- | ---------- | ------ | ------ |
| 2007-2008                        | Świt Nowy Dwór Mazowiecki        | 3L                               | 12         | 3          | CP              | 0               | 0               | -                  | -                  | -                  | -          | -          | -          | 12     | 3      |
| 2008-2009                        | Świt Nowy Dwór Mazowiecki        | 3L                               | 24         | 24         | CP              | 0               | 0               | -                  | -                  | -                  | -          | -          | -          | 24     | 24     |
| 2009-2010                        | Świt Nowy Dwór Mazowiecki        | 2L                               | 25         | 13         | CP              | 0               | 0               | -                  | -                  | -                  | -          | -          | -          | 25     | 13     |
| Totale Świt Nowy Dwór Mazowiecki | Totale Świt Nowy Dwór Mazowiecki | Totale Świt Nowy Dwór Mazowiecki | 61         | 40         |                 | 0               | 0               |                    | -                  | -                  |            | -          | -          | 61     | 40     |
| 2010-2011                        | Legia Varsavia                   | E                                | 27         | 5          | CP              | 7               | 3               | -                  | -                  | -                  | -          | -          | -          | 34     | 8      |
| 2011-2012                        | Legia Varsavia                   | E                                | 25         | 3          | CP              | 3               | 0               | UEL                | 1+6                | 0+2                | -          | -          | -          | 35     | 5      |
| 2012-2013                        | Legia Varsavia                   | E                                | 23         | 2          | CP              | 7               | 1               | UEL                | 3+1                | 1+0                | SP         | 1          | 0          | 35     | 4      |
| 2013-2014                        | Legia Varsavia                   | E                                | 24         | 9          | CP              | 2               | 0               | UCL+UEL            | 4+5                | 1+0                | -          | -          | -          | 35     | 10     |
| 2014-2015                        | Legia Varsavia                   | E                                | 27         | 6          | CP              | 6               | 1               | UCL+UEL            | 3+10               | 1+2                | -          | -          | -          | 46     | 10     |
| 2015-2016                        | Legia Varsavia                   | E                                | 32         | 6          | CP              | 5               | 0               | UEL                | 6+6                | 2+1                | SP         | 1          | 0          | 50     | 9      |
| 2016-2017                        | Legia Varsavia                   | E                                | 21         | 6          | CP              | 1               | 0               | UCL+UEL            | (6+4)+2            | (1+1)+0            | SP         | 1          | 0          | 35     | 8      |
| 2017-2018                        | Legia Varsavia                   | E                                | 33         | 7          | CP              | 4               | 1               | UCL+UEL            | 3+2                | 2+0                | SP         | 0          | 0          | 42     | 10     |
| 2018-2019                        | Legia Varsavia                   | E                                | 28         | 4          | CP              | 4               | 2               | UCL+UEL            | 3+2                | 1                  | SP         | 1          | 0          | 38     | 7      |
| Totale Legia Varsavia            | Totale Legia Varsavia            | Totale Legia Varsavia            | 241        | 48         |                 | 38              | 8               |                    | 67                 | 15                 |            | 4          | 0          | 350    | 71     |
| 2019-2020                        | Ural                             | PL                               | 16         | 1          | KR              | 3               | 0               | -                  | -                  | -                  | -          | -          | -          | 19     | 1      |
| 2020-2021                        | Pogoń Stettino                   | E                                | 22         | 4          | CP              | 3               | 1               | -                  | -                  | -                  | -          | -          | -          | 25     | 5      |
| Totale carriera                  | Totale carriera                  | Totale carriera                  | 340        | 93         |                 | 47              | 11              |                    | 67                 | 15                 |            | 4          | 0          | 458    | 119    |

### Cronologia presenze e reti in Nazionale
Statistiche aggiornate al 29 marzo 2015.

| Cronologia completa delle presenze e delle reti in nazionale ― Polonia | Cronologia completa delle presenze e delle reti in nazionale ― Polonia | Cronologia completa delle presenze e delle reti in nazionale ― Polonia | Cronologia completa delle presenze e delle reti in nazionale ― Polonia | Cronologia completa delle presenze e delle reti in nazionale ― Polonia | Cronologia completa delle presenze e delle reti in nazionale ― Polonia | Cronologia completa delle presenze e delle reti in nazionale ― Polonia | Cronologia completa delle presenze e delle reti in nazionale ― Polonia |
| Data                                                                   | Città                                                                  | In casa                                                                | Risultato                                                              | Ospiti                                                                 | Competizione                                                           | Reti                                                                   | Note                                                                   |
| ---------------------------------------------------------------------- | ---------------------------------------------------------------------- | ---------------------------------------------------------------------- | ---------------------------------------------------------------------- | ---------------------------------------------------------------------- | ---------------------------------------------------------------------- | ---------------------------------------------------------------------- | ---------------------------------------------------------------------- |
| 6-2-2011                                                               | Vila Real de Santo António                                             | Polonia                                                                | 1 – 0                                                                  | Moldavia                                                               | Amichevole                                                             | -                                                                      | 46’                                                                    |
| 25-3-2011                                                              | Kaunas                                                                 | Lituania                                                               | 2 – 0                                                                  | Polonia                                                                | Amichevole                                                             | -                                                                      | 74’                                                                    |
| 29-3-2011                                                              | Il Pireo                                                               | Grecia                                                                 | 0 – 0                                                                  | Polonia                                                                | Amichevole                                                             | -                                                                      | 83’                                                                    |
| 5-6-2011                                                               | Varsavia                                                               | Polonia                                                                | 2 – 1                                                                  | Argentina                                                              | Amichevole                                                             | -                                                                      | 80’                                                                    |
| 22-5-2012                                                              | Klagenfurt                                                             | Polonia                                                                | 1 – 0                                                                  | Lettonia                                                               | Amichevole                                                             | -                                                                      | 46’                                                                    |
| 2-2-2013                                                               | Malaga                                                                 | Polonia                                                                | 4 – 1                                                                  | Romania                                                                | Amichevole                                                             | -                                                                      | 46’                                                                    |
| 18-1-2014                                                              | Abu Dhabi                                                              | Polonia                                                                | 3 – 0                                                                  | Norvegia                                                               | Amichevole                                                             | 1                                                                      | 73’                                                                    |
| 18-11-2014                                                             | Breslavia                                                              | Polonia                                                                | 2 – 2                                                                  | Svizzera                                                               | Amichevole                                                             | -                                                                      | 53’                                                                    |
| 29-3-2015                                                              | Dublino                                                                | Irlanda                                                                | 1 – 1                                                                  | Polonia                                                                | Qual. Euro 2016                                                        | -                                                                      | 87’                                                                    |
| Totale                                                                 |                                                                        | Presenze                                                               | 9                                                                      |                                                                        | Reti                                                                   | 1                                                                      |                                                                        |

| Cronologia completa delle presenze e delle reti in nazionale ― Polonia under 21 | Cronologia completa delle presenze e delle reti in nazionale ― Polonia under 21 | Cronologia completa delle presenze e delle reti in nazionale ― Polonia under 21 | Cronologia completa delle presenze e delle reti in nazionale ― Polonia under 21 | Cronologia completa delle presenze e delle reti in nazionale ― Polonia under 21 | Cronologia completa delle presenze e delle reti in nazionale ― Polonia under 21 | Cronologia completa delle presenze e delle reti in nazionale ― Polonia under 21 | Cronologia completa delle presenze e delle reti in nazionale ― Polonia under 21 |
| Data                                                                            | Città                                                                           | In casa                                                                         | Risultato                                                                       | Ospiti                                                                          | Competizione                                                                    | Reti                                                                            | Note                                                                            |
| ------------------------------------------------------------------------------- | ------------------------------------------------------------------------------- | ------------------------------------------------------------------------------- | ------------------------------------------------------------------------------- | ------------------------------------------------------------------------------- | ------------------------------------------------------------------------------- | ------------------------------------------------------------------------------- | ------------------------------------------------------------------------------- |
| 2-9-2011                                                                        | Coriza                                                                          | Albania under 21                                                                | 0 – 3                                                                           | Polonia under 21                                                                | Qual. Europeo Under-21 2013                                                     | -                                                                               | 67’                                                                             |
| 6-9-2011                                                                        | Kielce                                                                          | Polonia under 21                                                                | 0 – 2                                                                           | Russia under 21                                                                 | Qual. Europeo Under-21 2013                                                     | -                                                                               |                                                                                 |
| 6-10-2011                                                                       | Marinha Grande                                                                  | Portogallo under 21                                                             | 1 – 1                                                                           | Polonia under 21                                                                | Qual. Europeo Under-21 2013                                                     | 1                                                                               | 45+2’                                                                           |
| 14-11-2011                                                                      | Wronki                                                                          | Polonia under 21                                                                | 0 – 1                                                                           | Moldavia under 21                                                               | Qual. Europeo Under-21 2013                                                     | -                                                                               | 46’                                                                             |
| 1º-6-2012                                                                       | Tiraspol                                                                        | Moldavia under 21                                                               | 2 – 4                                                                           | Polonia under 21                                                                | Qual. Europeo Under-21 2013                                                     | -                                                                               |                                                                                 |
| 15-8-2012                                                                       | Kozani                                                                          | Grecia under 21                                                                 | 2 – 0                                                                           | Polonia under 21                                                                | Amichevole                                                                      | -                                                                               | 46’                                                                             |
| Totale                                                                          |                                                                                 | Presenze                                                                        | 6                                                                               |                                                                                 | Reti                                                                            | 1                                                                               |                                                                                 |

## Palmarès
- Campionato polacco: 4

Legia Varsavia: 2012-2013, 2013-2014, 2015-2016, 2017-2018
- Coppa di Polonia: 6

Legia Varsavia: 2010-2011, 2011-2012, 2012-2013, 2014-2015, 2015-2016, 2017-2018
- Campionato uzbeko: 1

Paxtakor: 2023